# Eliodoro di Altino
Eliodoro (IV secolo – 407 circa) fu un asceta ed un vescovo; è venerato come santo dalla Chiesa cattolica.

## Biografia
Discepolo di san Valeriano, vescovo di Aquileia, fu un membro del chorus beatorum, una sorta di confraternita di asceti a cui apparteneva anche san Cromazio. Amico di San Girolamo (con il quale, forse, condivideva la stessa patria dalmata), lo accompagnò ad Aquileia e nel suo primo viaggio in oriente, conducendo sempre una vita rigorosamente monastica. Al rientro divenne vescovo di Altino e come tale partecipò al concilio di Aquileia contro gli ariani (381).

Secondo la tradizione, fu suo discepolo San Liberale il quale lo seguì nella lotta contro gli eretici. Ormai anziano, si ritirò a Caltrazio, una località, oggi scomparsa, della Laguna Veneta, dove morì intorno al 410.

Il suo corpo fu portato ad Altino e, in seguito all'abbandono della città, fu trasferito a Torcello, nella cui cattedrale tuttora riposa.
Alcune vicende della sua vita sono riportate da San Girolamo nelle sue epistole. Questi gli dedicò pure alcune traduzioni bibliche.